# Třída Renown
Třída Renown byla třídou britských bitevních křižníků. Skládala se z jednotek Renown a Repulse (třetí jednotka Resistance byla zrušena před započetím stavby). Lodě byly postaveny během první světové války, v meziválečné době rozsáhle modernizovány a nasazeny i během druhé světové války.
Lodě byly stavěny jako rychlé a silně vyzbrojené bitevní křižníky, ovšem se slabší pancéřovou ochranou. Jejich stavba proběhla v rekordním čase přibližně 20 měsíců. Hlavní výzbroj tvořilo šest 381mm kanónů ve třech věžích, které doplňovaly 102mm kanóny ve tříhlavňových věžích (jen dva kusy byly samostatně). Pohonný systém byl převzat z bitevního křižníku Tiger. Ještě u nich nemohla být uplatněna vylepšení konstrukce (především zesílené pancéřování palub), vyplývající z následků bitvy u Jutska. K tomu došlo až během meziválečných modernizací, jejichž rozsah se u obou lodí lišil. Obě například dostaly protitorpédovou obšívku, zesílené horizontální pancéřování a katapult.
První bojovou akcí lodi Repulse byla druhá bitva u Helgolandské zátoky. Obě lodi se za druhé světové války účastnily norské kampaně. Renown zde absolvoval vyrovnaný souboj s přesilou německých bitevních křižníků Scharnhorst a Gneisenau, během které byl sám třikrát zasažen (ani jeden 280mm granát nevybuchl).
Repulse a bitevní loď Prince of Wales byly koncem roku 1941 odeslány do Singapuru, aby zde vytvořily svaz Z, který tu měl plnit odstrašující úlohu vůči Japonsku. Po vypuknutí války obě lodě napadly a potopily japonské bombardéry.
Renown válku přečkal a v roce 1948 byl prodán k sešrotování.